# Wereldkampioenschappen turnen 2009

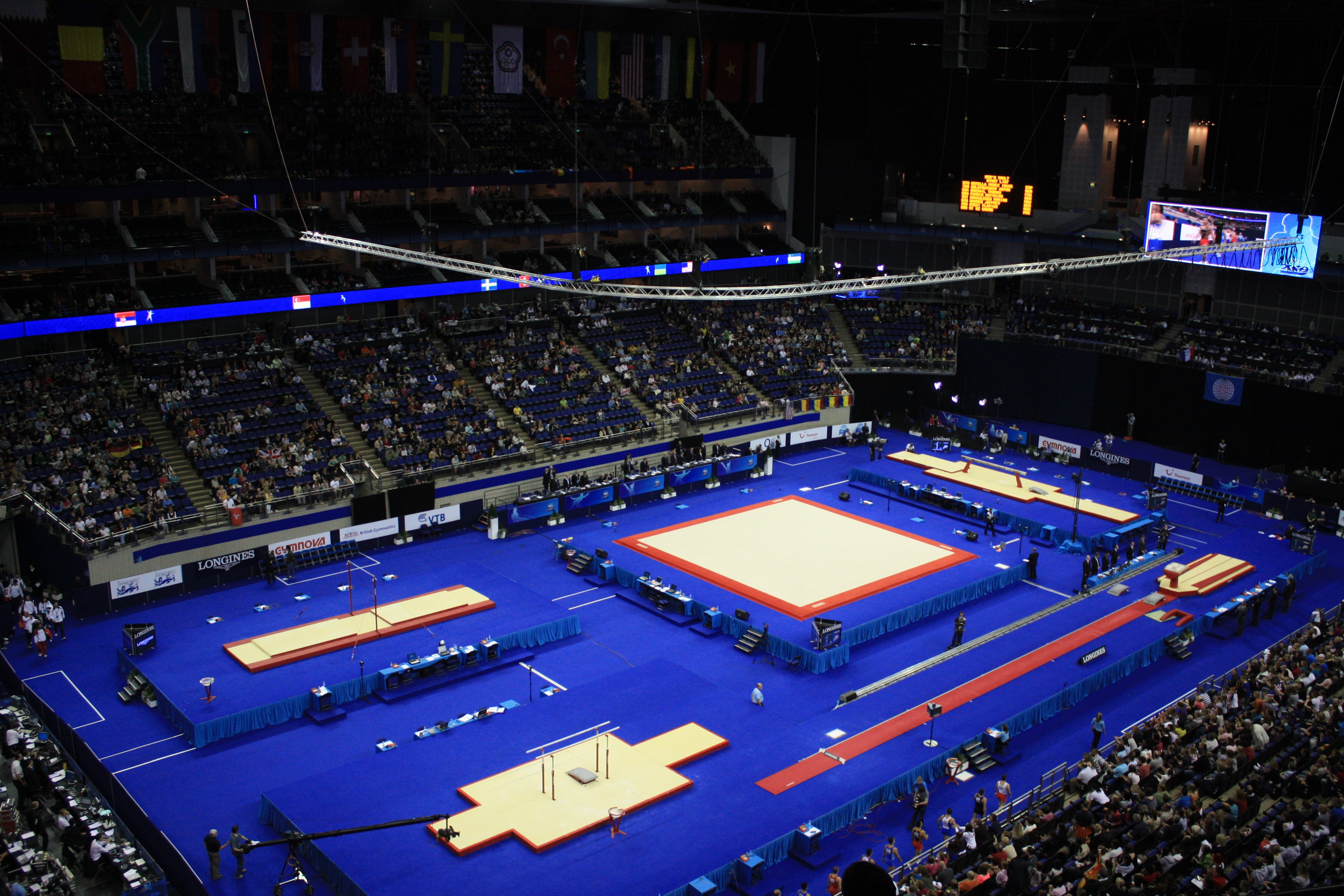
Turnhal van het WK 2009

De Wereldkampioenschappen turnen 2009 werden van 13 tot en met 18 oktober georganiseerd in Londen. Er werden zowel bij de mannen als bij de vrouwen titels verdeeld in de individuele meerkamp en in de individuele toestelwedstrijden. De wedstrijden vonden plaats in de The O2 (Millennium Dome) in de Royal Borough of Greenwich.

## Resultaten

### Individuele meerkamp
| Rang   | Land | Gymnast           | Punten |
| ------ | ---- | ----------------- | ------ |
| Goud   | JPN  | Kohei Uchimura    | 91.500 |
| Zilver | GBR  | Daniel Keatings   | 88.925 |
| Brons  | RUS  | Joeri Rjazanov    | 88.400 |
| 4      | JPN  | Kazuhito Tanaka   | 88.300 |
| 5      | RUS  | Maxim Devyatovski | 87.475 |
| 6      | GBR  | Kristian Thomas   | 87.350 |
| 7      | USA  | Timothy Mcneill   | 87.150 |
| 8      | FRA  | Benoit Caranobe   | 86.175 |

| Rang   | Land | Gymnast         | Punten |
| ------ | ---- | --------------- | ------ |
| Goud   | USA  | Bridget Sloan   | 57.825 |
| Zilver | USA  | Rebecca Bross   | 57.775 |
| Brons  | JPN  | Koko Tsurumi    | 57.175 |
| 4      | AUS  | Lauren Mitchell | 57.150 |
| 5      | FRA  | Youna Dufournet | 56.650 |
| 6      | CHN  | Yang Yilin      | 56.575 |
| 7      | ROU  | Ana Porgras     | 56.500 |
| 8      | SUI  | Ariella Kaeslin | 55.925 |

### Individuele toestelfinales mannen

#### Vloer
| Rang   | Land | Gymnast            | Punten |
| ------ | ---- | ------------------ | ------ |
| Goud   | ROU  | Marian Dragulescu  | 15.700 |
| Zilver | CHN  | Kai Zou            | 15.625 |
| Brons  | ISR  | Alexander Shatilov | 15.575 |
| 4      | JPN  | Kohei Uchimura     | 15.475 |
| 5      | JPN  | Makoto Okiguchi    | 15.425 |
| 6      | GER  | Matthias Fahrig    | 15.400 |
| 7      | CHN  | Gonzalez Sepulveda | 15.225 |
| 8      | USA  | Steven Legendre    | 14.950 |

#### Paard voltige
| Rang   | Land | Gymnast          | Punten |
| ------ | ---- | ---------------- | ------ |
| Goud   | CHN  | Hongtao Zhang    | 16.200 |
| Zilver | HUN  | Krisztian Berki  | 16.075 |
| Brons  | AUS  | P.Sellathrai     | 15.400 |
| 4      | FRA  | Cyril Tommascone | 15.225 |
| 5      | USA  | Timothy McNeil   | 15.150 |
| 6      | ROU  | Flavius Koczi    | 14.975 |
| 7      | CRO  | Robert Seligman  | 14.750 |
| 8      | GBR  | Louis Smith      | 14.450 |

#### Ringen
| Rang   | Land | Gymnast              | Punten |
| ------ | ---- | -------------------- | ------ |
| Goud   | CHN  | Mingyong Yan         | 15.675 |
| Zilver | BUL  | Iordan Iovtchev      | 15.575 |
| Brons  | UKR  | Oleksandr Vorobiov   | 15.550 |
| 4      | BRA  | A. Nabarrete Zanetti | 15.325 |
| 4      | ROU  | G. stanescu          | 15.325 |
| 6      | ITA  | Matteo Morandi       | 15.300 |
| 7      | FRA  | Samir Ait Said       | 15.250 |
| 8      | FRA  | Pinheiro Rodrigues   | 14.750 |

#### Sprong
| Rang   | Land | Gymnast             | Punten |
| ------ | ---- | ------------------- | ------ |
| Goud   | ROU  | Marian Dragulescu   | 16.575 |
| Zilver | ROU  | Flavius Koczi       | 16.337 |
| Brons  | RUS  | Anton Golotsutskov  | 16.287 |
| 4      | GER  | Matthias Fahrig     | 15.850 |
| 5      | FRA  | Thomas bouhail      | 15.775 |
| 6      | ESP  | Isaac Bottela Perez | 15.650 |
| 6      | PRK  | Se Gwang Ri         | 15.650 |
| 8      | NED  | Jeffrey Wammes      | 15.425 |

#### Brug met gelijke liggers
| Rang   | Land | Gymnast              | Punten |
| ------ | ---- | -------------------- | ------ |
| Goud   | CHN  | Guanyin Wang         | 15.597 |
| Zilver | CHN  | Zhe Feng             | 15.775 |
| Brons  | JPN  | Kazuhito Tanaka      | 15.500 |
| 4      | GRE  | Vasileios Tsolakidis | 15.350 |
| 5      | KOR  | Won Chul Yoo         | 15.300 |
| 6      | NED  | Epke Zonderland      | 15.125 |
| 7      | VIE  | Pham Phuoc Hung      | 14.475 |
| 8      | POL  | Adam Kierzkowski     | 14.325 |

#### Rekstok
| Rang   | Land | Gymnast              | Punten |
| ------ | ---- | -------------------- | ------ |
| Goud   | CHN  | Kai Zou              | 16.150 |
| Zilver | NED  | Epke Zonderland      | 15.825 |
| Brons  | ITA  | Igor Cassina         | 15.625 |
| 4      | USA  | Danell Leyva         | 15.600 |
| 5      | SLO  | Aljaz Pegan          | 15.500 |
| 6      | JPN  | Kohei Uchimura       | 15.175 |
| 7      | BLR  | Aliaksandr Tsarevich | 14.375 |
| 8      | USA  | Jonathan Horton      | 14.250 |

### Individuele toestelfinales vrouwen

#### Sprong
| Rang   | Land | Gymnast              | Punten |
| ------ | ---- | -------------------- | ------ |
| Goud   | USA  | Kayla Williams       | 15.087 |
| Zilver | SUI  | Ariella Kaeslin      | 14.525 |
| Brons  | FRA  | Youna Dufournet      | 14.450 |
| 4      | RUS  | Ekaterina Kurbatova  | 14.337 |
| 5      | PRK  | Hong Un Jong         | 14.262 |
| 6      | RUS  | Anna Myzdrikova      | 14.225 |
| 7      | CAN  | Brittany Rogers      | 14.200 |
| 8      | MEX  | Bl. Garcia Rodriguez | 13.287 |

#### Brug met ongelijke leggers
| Rang   | Land | Gymnast         | Punten |
| ------ | ---- | --------------- | ------ |
| Goud   | CHN  | Kexin He        | 16.000 |
| Zilver | JPN  | Koko Tsurumi    | 14.875 |
| Brons  | ROU  | Ana Porgras     | 14.675 |
| Brons  | USA  | Rebecca Bross   | 14.675 |
| 5      | PRK  | Yong Hwa Cha    | 14.650 |
| 6      | USA  | Bridget Sloan   | 14.600 |
| 7      | AUS  | Larrissa Miller | 14.575 |
| 8      | ITA  | Serena Lichetta | 11.375 |

#### Evenwichtsbalk
| Rang   | Land | Gymnast             | Punten |
| ------ | ---- | ------------------- | ------ |
| Goud   | CHN  | Linlin Deng         | 15.000 |
| Zilver | AUS  | Lauren Mitchell     | 14.875 |
| Brons  | USA  | Ivana Hong          | 14.550 |
| 4      | PRK  | Un Hyang Kim        | 14.450 |
| 5      | ITA  | Elisabetta Preziosa | 14.200 |
| 6      | JPN  | Koko Tsurumi        | 14.100 |
| 7      | ROU  | Ana Porgras         | 13.425 |
| 8      | CHN  | Yang Yilin          | 13.125 |

#### Vloer
| Rang   | Land | Gymnast           | Punten |
| ------ | ---- | ----------------- | ------ |
| Goud   | GBR  | Elizabeth Tweddle | 14.650 |
| Zilver | AUS  | Lauren Mitchell   | 14.550 |
| Brons  | CHN  | Sui Lu            | 14.300 |
| 4      | RUS  | Anna Myzdrikova   | 14.275 |
| 5      | USA  | Rebecca Bross     | 14.125 |
| 5      | ROU  | Ana Porgras       | 14.125 |
| 7      | CHN  | Linlin Deng       | 13.875 |
| 8      | COL  | Jessica Gil Ortiz | 2.975  |